# Johann Rudolph Ahle
Johann Rudolph Ahle, també Johann Rudolf Ahle (Mühlhausen (Turíngia), 24 de desembre, 1625 - Idem. 9 de juliol, 1673), va ser un compositor, organista, poeta i músic de l'església protestant alemanya.

## Biografia[calcitació]
Ahle era fill del comerciant Johann Ahle i de la seva dona Getraute, de soltera Printz. Va completar els seus estudis primer a l'escola llatina de Mühlhausen i després a Göttingen. Va estudiar teologia a Erfurt des de la primavera de 1645 a tot tardar, però no és clar si Ahle també va obtenir un títol. A Erfurt va exercir de cantor a l'"Andreaskirche" des de 1646 i, per tant, també va ser emprat com a professor. Durant aquest temps va escriure els seus primers escrits teòrics sobre música i també les seves primeres composicions impreses. Van aparèixer el 1648, un any abans del seu retorn a Mühlhausen. Ahle va treballar inicialment allà com a músic autònom fins que va ser nomenat organista a l'església principal, "Divi Blasii", el 1654. A partir de 1660 va escriure àries predominantment espirituals, que van ser àmpliament distribuïdes. A partir de 1655 ocupà nombrosos càrrecs municipals com a membre de l'ajuntament i fou elegit alcalde de la Ciutat Imperial Lliure l'any de la seva mort. Després del seu retorn a Mühlhausen el 1649, Ahle es va casar amb Anna Maria Wölfer el 1650. El seu fill Johann Georg Ahle, nascut el 1650, també es va fer un nom com a compositor i organista i, com el seu pare, també va ser poeta. Després de la seva mort, el va succeir com a organista de l'església "Divi Blasii".

## Obra
L'extensa obra d'Ahle es conserva gairebé íntegrament en gravats contemporànies i inclou música vocal sacra (concerts, motets, àries), música per a orgue, obres instrumentals profanes i un text de teoria musical. A més de les seves pròpies cançons i poemes, va musicar poemes de Johann Vockerodt, Ludwig Stark i Franz Joachim Burmeister i va escriure els textos de nombroses cançons espirituals.
L'obra d'Ahle és típica de la música eclesiàstica protestant a Turíngia i Saxònia al tercer quart del segle XVII. Les cançons espirituals senzilles i populars representen el tipus de cançó d'actuació rural. Els motets corals es caracteritzen pel seu enganxós, però els motets de doble cor també es caracteritzen pel seu contrapunt. Les composicions de misses representen la juxtaposició típica de la prima pratica i la seconda pratica al segle XVII: a més de les misses contrapuntístiques a capella, les va escriure en estil concert.
Les seves obres estan influenciades per Heinrich Schütz, Andreas Hammerschmidt i compositors italians contemporanis.

## Composicions
- Geistliche Konzerte
- Motetten
- Arien
  - "Liebster Jesu, wir sind hier"
  - "Komm Jesu Christ, sei unser Gast"
  - "Lasset uns den Herren preisen"
- Orgelwerke
- Ensemblesuiten

## Melodies als llibres d'himnes
Johann Rudolph Ahle també va trobar el seu camí als llibres d'himnes de l'església com a melodista:
Llibre d'himnes evangèlics i lloança a Déu

- EG 161 i GL 149 "Estimat Jesús, som aquí" (melodia 1664)
- EG 375 "Que Jesús guanyi segueix sent una conclusió prèvia" (melodia 1662)
- EG 450 i GL 84 (ö) "Brilla del matí de l'eternitat" (melodia 1662)
- Himnari de l'Església Evangèlica – Edició de Württemberg
- EKG 566 "Ja n'hi ha prou" - melodia com EG 375